# Anton Schöndorf
Anton Schöndorf (* 30. September 1904 in Frankenthal; † 14. Oktober 2007 in Darmstadt) war ein deutscher Jurist.

## Werdegang
Schöndorf schloss sein Studium mit Promotion ab und legte 1930 die große Staatsprüfung ab. Im öffentlichen Dienst wurde er zum Regierungsrat erbannt. Von Juni 1940 war er kommissarisch und ab 1. April 1942 endgültig bis 10. Juli 1945 Landrat des Landkreises Roding. Nach zwischenzeitlicher Beurlaubung setzte er seine Karriere als Regierungsrat und Oberregierungsrat am Landratsamt Fürstenfeldbruck fort.
1953 trat er in die Verwaltungsgerichtsbarkeit über und war zunächst am Verwaltungsgericht München tätig, anschließend am Bayerischen Verwaltungsgerichtshof. Zugleich war er Mitglied des Dienststrafgerichtshofs und des Kompetenzkonfliktsgerichtshofs. 1963 wurde er zum Präsidenten des Verwaltungsgerichts Würzburg ernannt. Im September 1969 trat er in den Ruhestand.
Seit 1925 war er Mitglied der katholischen Studentenverbindung KDStV Aenania München.